# Giuseppe Longhi

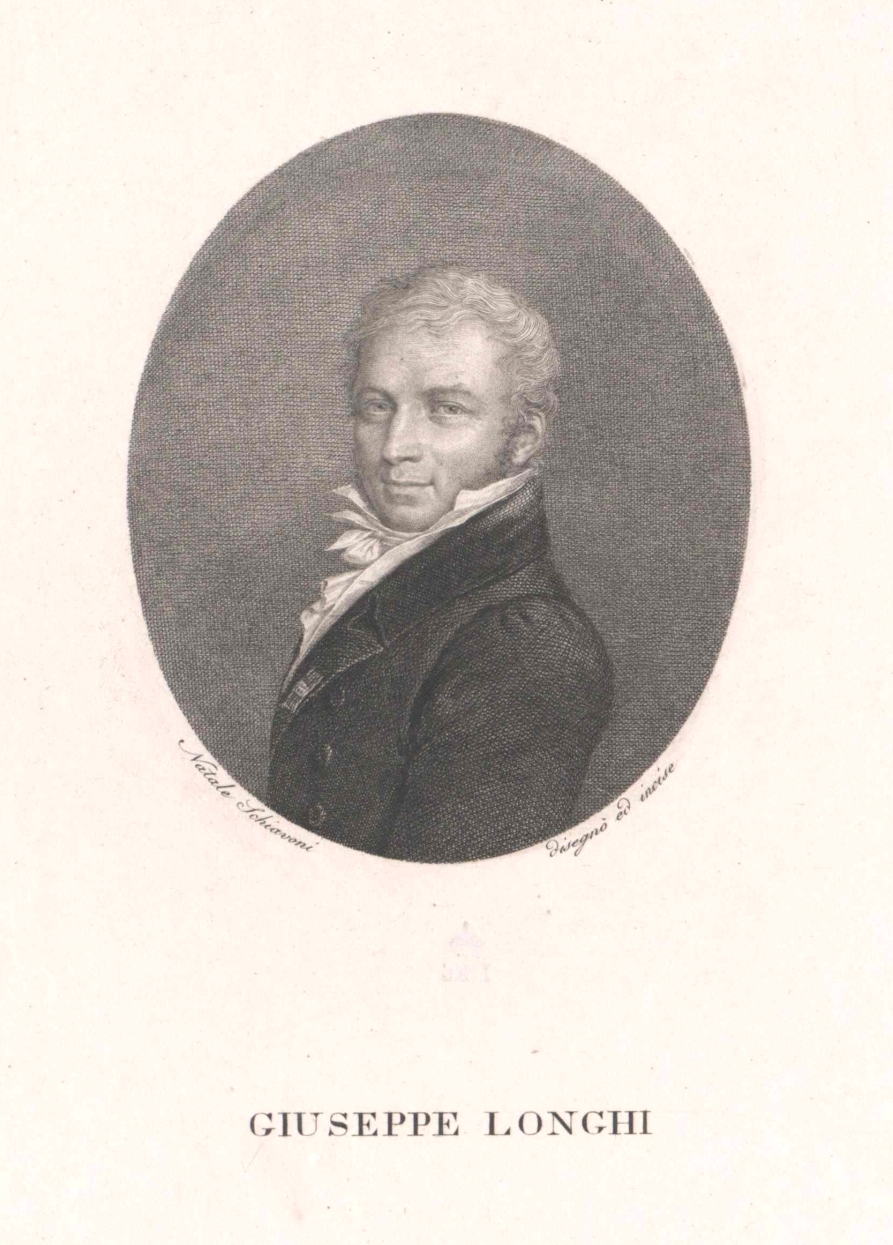
Giuseppe Longhi, Stich von Natale Schiavoni

Giuseppe Longhi (* 13. Oktober 1766 in Monza; † 2. Januar 1831 in Mailand) war ein italienischer Kupferstecher.

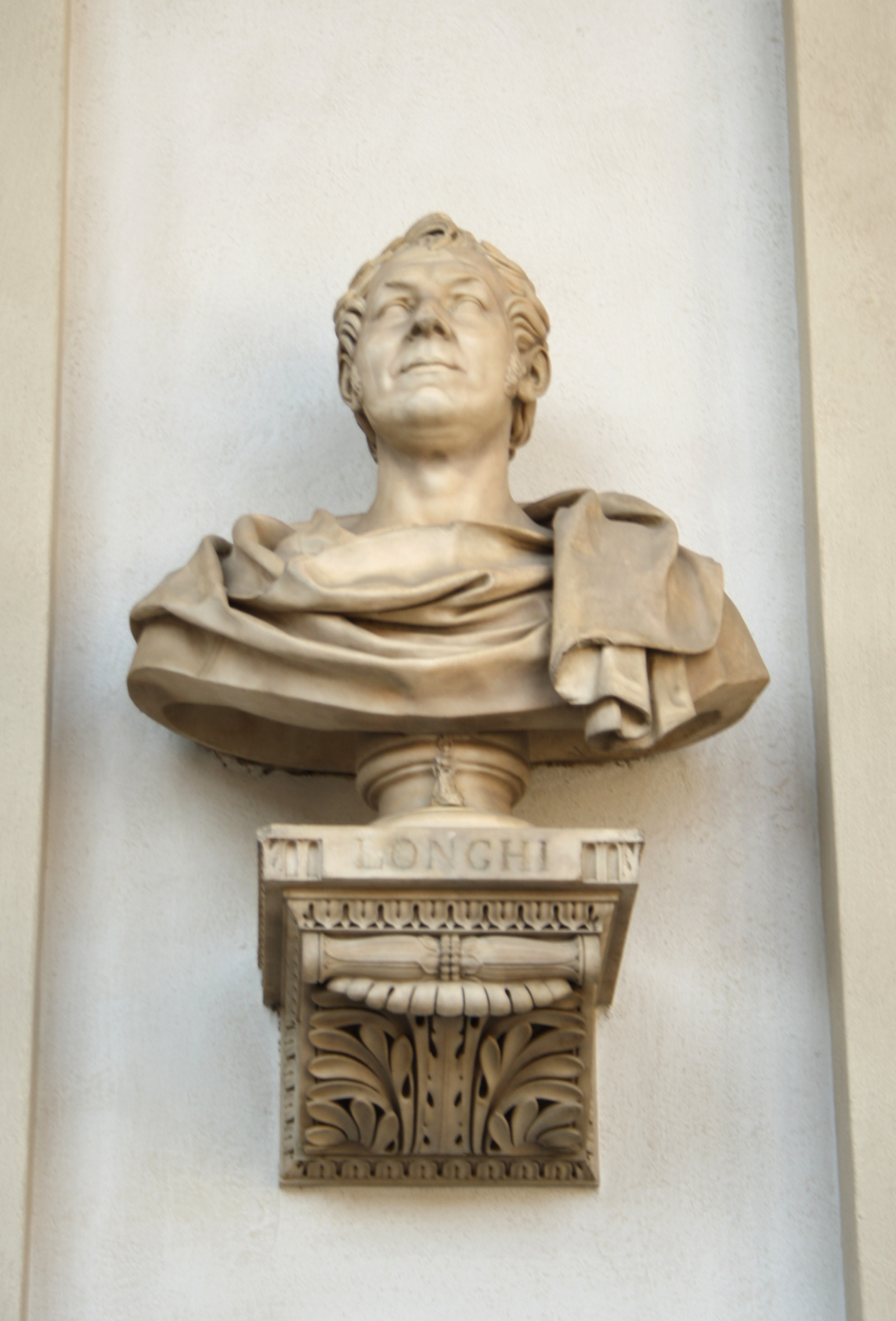
Büste von Giuseppe Longhi (Palazzo di Brera, Mailand)

## Leben

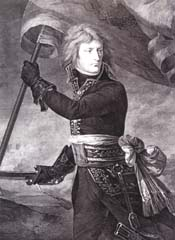
Napoleon Bonaparte nach einem Gemälde von Antoine-Jean Gros

Er besuchte die Schule des Florentiners Vincenzo Vangelisti (1728–1798) zu Mailand, wo er sich zugleich der Malerei widmete. Später ging er nach Rom, wo er sich an Raffaello Morghen (1758–1833) anschloss, und wurde zuerst durch seinen Stich von Bonapartes Bildnis nach dem Gemälde von Gros bekannt. Im Jahre 1798 wurde er Professor an der Accademia di Brera zu Mailand. 1823 wurde Longhi als auswärtiges Mitglied in die Académie des Beaux-Arts aufgenommen.

## Stiche
Seine elegante Zeichnung wurde ebenso sehr den Meisterwerken italienischer Klassiker gerecht wie sein malerisches Gefühl den Gemälden eines Rembrandt.
Seine Hauptblätter sind:
- der Genius der Musik nach Guido Reni,
- die Madonna del Dante nach Parmigianino,
- Galatea auf der Muschel nach Albani,
- die Ruhe auf der Flucht nach Ägypten nach Procaccini,
- Sposalizio, eine heilige Familie, die Vision des Hesekiel und die Madonna del Velo nach Raffael (letztere 1834 von Toschi vollendet),
- Magdalena nach Correggio,
- der Philosoph nach Rembrandt (für das Musée français),
- Enrico Dandolo nach Matteini,
- die Enthauptung Johannis des Täufers nach Honthorst.

In seiner letzten Zeit beschäftigte ihn auch der Stich des Jüngsten Gerichts von Michelangelo.

## Bücher
Giuseppe Longhi schrieb La Calcografia, eine Theorie der Kupferstecherei (Mailand 1830). Unter dem Titel
Die Kupferstecherei erschien 1837 in Hildburghausen eine deutsche Übersetzung von Carl Barth in zwei Bänden.

## Schüler
Unter seinen Schülern sind die hervorragenderen: Pietro Anderloni, Michele Bisi, Giovita Garavaglia, Jakob Felsing, Ferdinand Anton Krüger, Ludwig Gruner, Moritz Steinla.